# Fernando Sasiaín
Marcos Fernando Sasiaín y Brau (San Sebastián, 18 de junio de 1894 - Palencia, 15 de noviembre de 1957) fue un político republicano federal español, alcalde de San Sebastián durante la Segunda República.

## Biografía
Licenciado en Derecho por la Universidad de Valladolid, hacia el final de la dictadura de Primo de Rivera se vinculó a los movimientos republicanos, presidiendo el Círculo Republicano de San Sebastián, en el que se integraba el federalismo donostiarra. Fue anfitrión del denominado Pacto de San Sebastián para la instauración de la república el 17 de agosto de 1930.
Fue elegido alcalde de San Sebastián en la candidatura de la Conjunción Republicano-Socialista en las elecciones del 12 de abril de 1931 que, al tiempo, fueron el detonante para la proclamación de la Segunda República y la caída de Alfonso XIII.
Apoyó el proyecto de Estatuto de Autonomía para el País Vasco bajo la fórmula de un solo texto para todo el territorio, contrario a que cada provincia redactara el suyo. Aunque dejó la alcaldía por motivos de salud durante unos seis meses en 1932, siguió participando activamente en el proyecto estatutario, siendo el encargado de realizar su entrega formal a las Cortes Generales y al Presidente de la República en diciembre de 1933. Fue detenido durante el bienio radical-cedista, al ser uno de los miembros de la Comisión Municipal Permanente del País Vasco, y liberado poco después. En abril de 1934 fundó la organización Ezquerra Vasca Federal, activa únicamente en Guipúzcoa.

### Guerra Civil
El 18 de julio de 1936 estalló el golpe militar que desembocaría en la Guerra Civil. Durante los primeros días del golpe Sasiain se mantuvo prácticamente recluido sin participar activamente en los acontecimientos que se estaban produciendo, ni en un sentido ni en otro. Su actitud pudo deberse a que se encontraba enfermo en aquellos precisos días. El 20 de julio se creó la Junta de Defensa en San Sebastián, presidida por Andrés de Irujo como comisario de Gobernación, que asumió la mayor parte de las atribuciones del gobierno municipal y se encargó de preparar la defensa de la ciudad, dejando al gobierno municipal la gestión del abastecimiento.
Desposeído en la práctica de sus atribuciones como alcalde, el 13 de agosto presentó su dimisión y tuvo un incidente con un grupo de milicianos incontrolados que estuvo a punto de costarle la vida, pero Irujo consiguió salvársela. Con la caída de la ciudad a manos de las tropas franquistas en septiembre de 1936, Sasiain se retiró con las fuerzas leales a la República hacia Bilbao.
El 7 de octubre de 1936 participó en la elección de José Antonio Aguirre, como primer Presidente del Gobierno Vasco, siendo uno de los miembros de la mesa presidencial del colegio electoral que le eligió. Con el avance de la guerra, siguió la retirada de las tropas republicanas, huyendo por vía marítima desde Santander hacia Francia en el último barco de refugiados que salió del puerto cántabro antes de la caída de le región. De Francia pasó a Cataluña.
En 1938 participó en un congreso de unificación republicana celebrado en Valencia, como presidente del consejo nacional de Izquierda Federal. En 1939, tras la caída de Barcelona y perdida la guerra partió al exilio. Se instaló en la población vasco-francesa de Ciboure, muy cerca de la frontera franco-española.

### Exilio
Fernando Sasiain permaneció más de una década exiliado, entre 1939 y 1950. La Ley de Responsabilidades Políticas de 1939 le condenó a la pérdida total de sus bienes en España lo que le dejó sin recursos económicos y necesitado de ayudas para subsistir. Durante la Segunda Guerra Mundial, tras la invasión alemana de Francia fue detenido por la Gestapo e ingresado en la cárcel de Bayona durante unos dos meses, pero acabó siendo liberado por influencia de un alto cargo nazi. 
Sasiain se mantuvo activo en política hasta 1947, manteniendo correspondencia activa con el Gobierno Vasco y el Gobierno Republicano en el exilio. En 1945 firmó el Pacto de Bayona, en nombre del Partido Republicano Federal, con otras organizaciones políticas y sindicales vascas, reconociendo todas ellas la legitimidad del Gobierno de Euzkadi en el exilio.  Sin embargo a partir de 1947 sus problemas de salud le apartan de la política; Sasiain sufrió un intento de suicidio e ingresó en un hospital psiquiátrico. Aunque le dieron el alta, su posterior evolución indica que nunca llegó a restablecerse.

### Regreso y muerte
Sus problemas económicos y de depresión le hacen finalmente regresar a España en 1950. Fue encarcelado e imputado en un consejo de guerra por auxilio a la rebelión, delito por el que las autoridades franquistas acusaban a aquellas personas que se habían opuesto a su causa durante la guerra. Sin embargo dado que sufría una fuerte depresión fue ingresado casi inmediatamente en el Servicio de Psiquiatría del Hospital de Guipúzcoa. Tras un periodo de mejoría volvió a ingresar en 1951 y fue finalmente trasladado al Sanatorio San Juan de Dios de Palencia donde fallecería años más tarde, en 1957.